# 7.62×38mmRナガン弾
7.62×38mmR ( 7.62 mm ナガンおよびタイプ R カートリッジとも呼ばれる) は、ロシアのナガン M1895リボルバーで使用するために設計された弾薬カートリッジである。
フョードル・トカレフによって設計された少数の試作短機関銃 (例:トカレフ 1927 )も、7.62 mm ナガンを使用し製造された。 しかしソ連軍には採用されなかった

## 背景

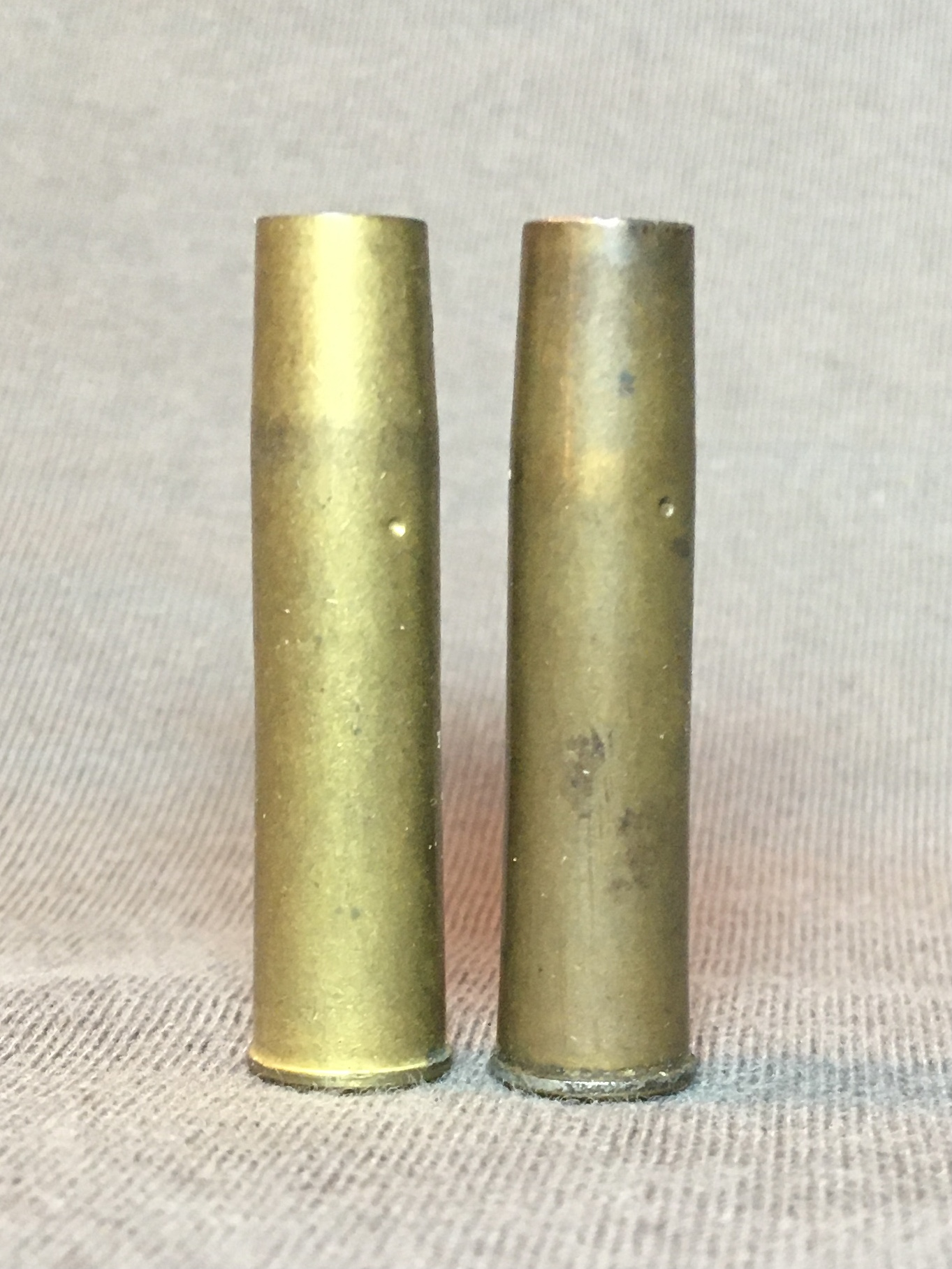
1930年代のソ連製 7,62 mm ナガンリボルバーカートリッジ 真鍮製（左）と銅被鋼製（右）のもの

弾頭はカートリッジの口上端より下に設置され、弾頭のすぐ上をクリンプされる。ナガンリボルバーで発射すると、クリンプ部分がフォーシングコーン内に広がり密着してガスシールされ、理論上は初速が約 23 m/s (75 フィート/秒) 増加する。
市販用に製造された 7.62×38R カートリッジを見つけるのは、それほど難しくはない。
フィオッキや「СССР」マークの付いた黄色の箱の輸入品を含め、ナガン用に市販されている弾薬のほとんどは標的射撃用弾薬であり、大きなストッピングパワーを持っていない。これらの弾の威力が低いため、ナガンは威力の低いサイドアームとして評価されることが多い。しかし、本来の軍用ボールカートリッジは 6.5 g (100 グレイン) の弾丸を最大 330 m/s (1,100 フィート/秒) で発射し、威力は 32-20 ウィンチェスター マグナムや32 H&R マグナムに近いものとなっている。この弾の利点の 1 つに、適切な薬莢が使用されれば、チャンバーが完全にきれいな状態に保たれ、鉛や粉状の汚れをかき出す必要がないことがあげられる。

## ハンドローディング

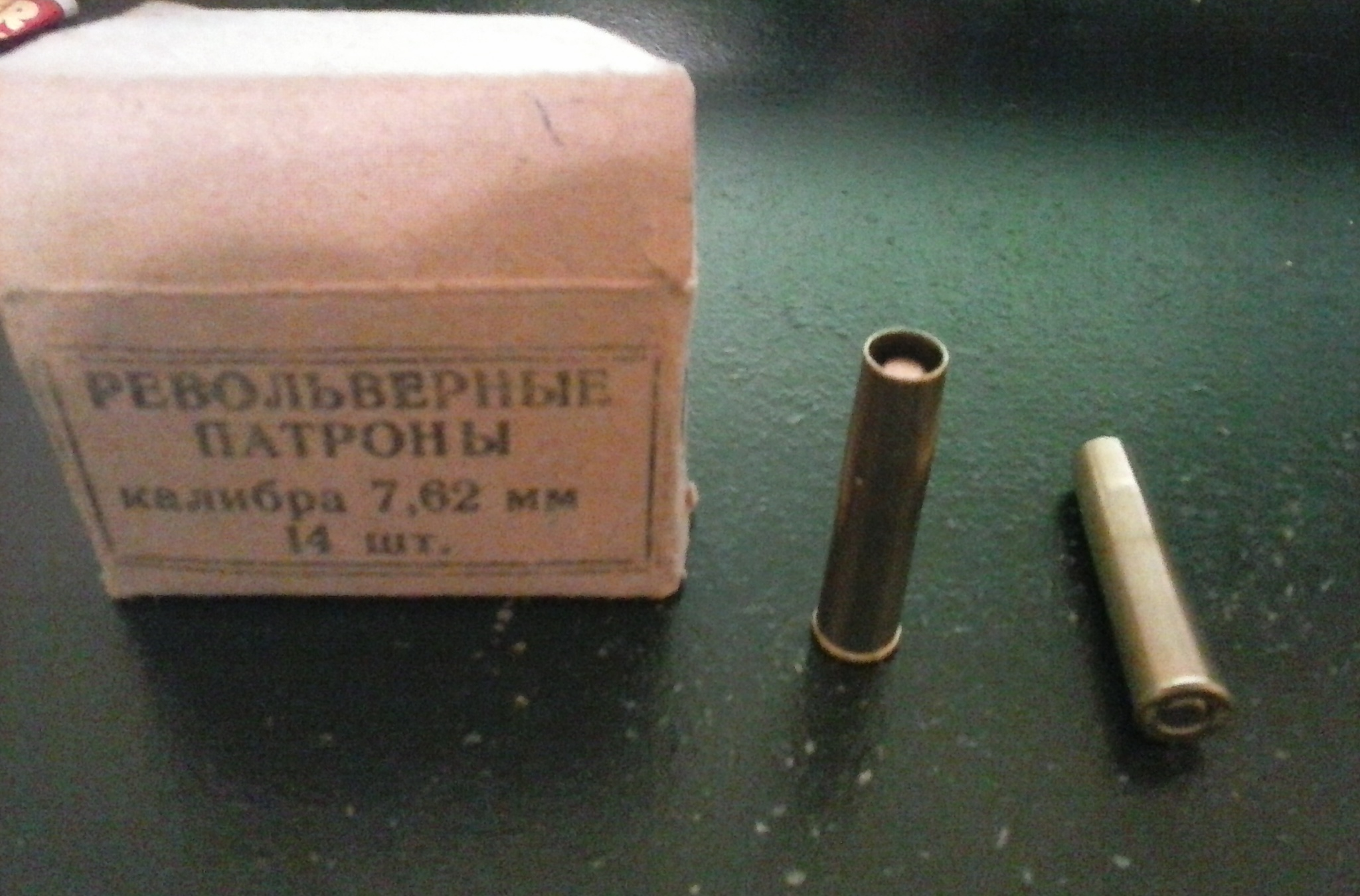
7.62×38ｍｍR ソ連軍用弾

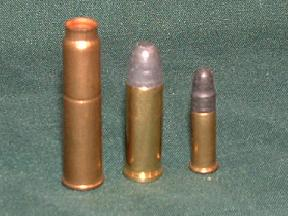
7.62×38R (7.62 ナガン) カートリッジ (左) next to a .32 S&W ロング カートリッジと.22 LR カートリッジの比較

この弾を使用する人の多くは、自分で弾薬を作製する。もともとの真鍮製の薬莢は高価かつ入手するのが困難である。ハンドロードする際は、32-20カービンと30 カービン用の金型を使用してローディングする。32-20の真鍮製の薬莢は安価で容易に入手でき、7.62×38R の薬室に合わせて加工することで使用することができるが、出来上がった薬莢は長さが足りずガスシールすることはできない。また30カービン用のダイスで再成形された223カートリッジの薬莢を切り出すことで、ナガン用にも利用できる。この場合はガスシールすることができるが、ケースのリム径が小さくなってしまう。
他の3つの弾薬、32 S&W、32 S&W ロング、および32 H&R マグナムもナガンリボルバーの薬室に装填し発火できるが、ガスシールはされない。32 S&W/H&R の薬莢のリム部はナガン弾の薬莢直径とほぼ同じサイズであるため、薬莢が実射時にシリンダー内に動いてしまい、十分にプライマーが叩けない場合がある。これらのカートリッジとオリジナルの 7.62×38R カートリッジの寸法の違いのため、使用時は射手の自己責任で行う必要がある。特に 32 H&R マグナムは、7.62 ナガンや.32 S&W 弾 (どちらも 19 世紀後半に開発されたもの) よりもはるかに高い圧力を発生する。

## 生産国
- ベルギー
- ロシア帝国
- ソビエト連邦[7]
- 第二ポーランド共和国- 1929年から1939年[8]
- イタリア- フィオッキはこのチャンバーサイズでカートリッジを生産している。6.4 g (98 gr) のFMJ弾を約 260 m/s (850 ft/s) で発射し、エネルギーは 213 J (157 ft・lbf )。これは.32 ACPに匹敵する。
- セルビア- Prvi Partizan は、セルビアの会社で、フィオッキ と同様の 7.62×38R 弾を製造しており、当初は「HotShot」ブランドだったが、現在は標準の 「Prvi Partizan」ラベルで販売されている。

## その他
- 7.62 mm caliber
- 7 mm caliber
- List of handgun cartridges
- Table of handgun and rifle cartridges